# Placa de Kermadec

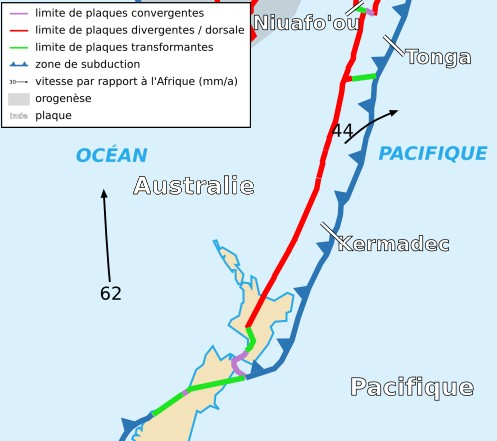
Mapa de la placa de Kermadec (en francés).

La placa de Kermadec es una microplaca tectónica de la litosfera de la Tierra. Su superficie es de 0,01245 estereorradianes. Normalmente se la asocia con la placa australiana.
Se encuentra en el océano Pacífico occidental, y ocupa las islas Kermadec (de las cuales toma su nombre) y el este de la isla Norte de Nueva Zelanda.
La placa de Kermadec está en contacto con las placas de Tonga, australiana y pacífica. En sus límites con otras placas destaca la fosa de las Kermadec, en la costa este de las islas Kermadec y la fosa de Hikurangi en la costa este de la isla del Norte.
El desplazamiento de la placa de Kermadec se produce a una velocidad de 2.831° por millón de años en un polo de Euler situado a 47 ° 52' de latitud norte y 3° 12' de longitud oeste (referencia: placa del Pacífico).